# Alegeri legislative în Spania, 1993
Alegerile generale în Spania în anul 1993 au avut loc pe data de 6 iunie. În urma acestor alegeri, câștigător a ieșit PSOE (Partidul Spaniol Socialist al Muncii), în ciuda declinului său și a urcării pe scară largă a Partidului Popular. Felipe Gonzales este astfel ales în funcția de prim-ministru, fiind al patrulea mandat consecutiv al acestuia, iar din partea Partidului Popular, José María Aznar rămâne principalul lider al opoziției.
Privitor la anul 1989, Partidul Spaniol Socialist al Muncii câștigă Guipuzcoa, deși pierde La Coruna, Leon, Cuenca, Castellon, Valencia, Alicante, Murcia, Las Palmas și orașul autonom Ceuta. Partidul Popular câștigă La Coruna, Leon, Cuenca, Castellon, provincia Valencia, Alicante, Murcia, Las Palmas și Ceuta.

## Date
- lista electorală: 31.030.511
- votanți: 76,44%
- absenți: 23,56%
- voturi valide: 99,46%
- voturi nule: 0,54%
- voturi pentru candidați: 99,2%
- voturi goale: 0,8%

## Rezultate
- Rezultatele au fost :

| Alegeri generale în Spania din 6 iunie 1993 |           |       |       |      |
| Partidul                                    | Voturi    | %     | Locul | Dif. |
| Partidul Spaniol Socialist al Muncii (PSOE) | 9.150.083 | 38,78 | 159   | -16  |
| Partidul Popular (PP)                       | 8.201.463 | 34,76 | 141   | +34  |
| Partidul Unit de Stânga (IU)                | 2.253.722 | 9,55  | 18    | +1   |
| Convergență și Uniune (CiU)                 | 1.165.783 | 4,94  | 17    | -1   |
| Centrul Democratic și Social (CDS)          | 414.740   | 1,76  | 0     | -14  |
| Partidul Naționalist Vasco (EAJ-PNV)        | 291.448   | 1,24  | 5     | =    |
| Coaliția Canaria (CC)                       | 207.077   | 0,88  | 4     | +3a  |
| Herri Batasuna (HB)                         | 206.876   | 0,88  | 2     | -2   |
| Esquerra Republicana de Cataluna (ERC)      | 189.632   | 0,80  | 1     | +1   |
| Partidul Verde (VERDES)                     | 185.940   | 0,79  | -     | =    |
| Partidul Regionalist Aragon (PAR)           | 144.544   | 0,61  | 1     | =    |
| Eusko Alkartasuna-Euskal Ezkerra (EA-EuE)   | 129.293   | 0,55  | 1     | -1   |
| Blocul Naționalist Galego (BNG)             | 126.965   | 0,54  | -     | =    |
| Uniunea Valenciană (UV)                     | 112.341   | 0,48  | 1     | -1   |
| Partidul Andaluzia (PA)                     | 96.513    | 0,41  | 0     | -2   |